# Chrysler Defense
Chrysler Defense Inc. var ett amerikanskt tillverkningsföretag som tillverkade stridsvagnar. Företaget var ett dotterbolag till biltillverkaren Chrysler Corporation.

## Historik
Företaget hade sitt ursprung från 1974 när moderbolaget Chrysler Corporation och dess konkurrent General Motors tog fram prototyper för en ny huvudstridsvagn åt USA:s armé. I november efterföljande år meddelade USA:s försvarsdepartement att Chryslers prototyp hade blivit vald, prototypen kom att blev M1 Abrams. USA:s armé planerade att 3 312 stridsvagnar skulle byggas, till en kostnad på 4,9 miljarder amerikanska dollar, under det efterföljande decenniet. Chrysler led dock av svåra problem rent finansiellt och det var till och med tal om att Chrysler kunde gå i konkurs. Chrysler försökte dock undvika det med att ansöka om lån från USA:s federala regering. USA:s armé var oroade över situationen, de ställde ett ultimatum till Chrysler om att Chrysler var tvungen att grunda ett dotterbolag i syfte att skydda försvarskontraktet från att bli inkluderad i en eventuell konkurs. Chrysler grundade då Chrysler Defense. Utvecklingen och produktionen av stridsvagnen kunde fortgå. Moderbolaget gick dock fortfarande uselt finansiellt och gick back med mer än en miljard dollar 1979 medan hos Chrysler Defense var det dock det motsatta och visade vinst på 37,6 miljoner dollar. År 1980 blev den första M1 Abrams-stridsvagnen klar och rullades ut från Lima Army Modification Center i Lima i Ohio. Företaget tillverkade även en annan stridsvagn i M60 Patton.
År 1981 var moderbolaget fortfarande i dåligt skick finansiellt och gjorde en förlust på en halv miljard dollar. Det ledde till att Chrysler tvingades sälja Chrysler Defense till General Dynamics för 348,5 miljoner dollar. Affären slutfördes i februari 1982 och Chrysler Defense blev en del av dotterbolaget General Dynamics Land Systems.